# نيكولاس بويل
نيكولاس بويل (بالإنجليزية: Nicholas Boyle)‏ هو مؤرخ أدبي بريطاني، ولد في 18 يونيو 1946 في لندن في المملكة المتحدة.